# Live (album Ushera)
Live – koncertowy album amerykańskiego wokalisty Ushera. Został wydany 23 marca 1999 roku nakładem LaFace Records. Album uzyskał w Stanach Zjednoczonych złoty status za sprzedaż powyżej 500.000 kopii.
Piosenki „Don't Be Cruel”, „Every Little Step”, „Rock Wit'cha” oraz „Roni” są oryginalnie wykonywane przez Bobby’ego Browna. 

## Lista utworów
1. „My Way (na żywo)” - 3:36
2. „Think of You (na żywo)” - 2:15
3. „Come Back (na żywo)” - 2:14
4. „Just Like Me (Lil' Kim Cover) (na żywo)” - 3:24
5. „Don't Be Cruel (Intro) (na żywo)” - 1:04
6. „Every Little Step (na żywo)” - 1:53
7. „Rock Wit'cha (na żywo)” - 1:41
8. „Roni (na żywo)” - 1:55
9. „Pianolude (na żywo)” - 3:32
10. „I Need Love (na żywo)” - 0:32
11. „Tender Love (na żywo)” - 1:13
12. „Bedtime (na żywo)” - 7:06
13. „Nice and Slow (na żywo)” - 6:30
14. „You Make Me Wanna (na żywo)” - 5:48
15. „My Way (remiks)” - 3:38
16. „Nice and Slow (remiks)” - 4:03
17. „You Make Me Wanna (remiks)” - 6:47